# Richard von Weizsäcker
Richard Karl Freiherr von Weizsäcker (ur. 15 kwietnia 1920 w Stuttgarcie, zm. 31 stycznia 2015 w Berlinie) – niemiecki polityk (CDU). Od 1981 do 1984 był burmistrzem Berlina Zachodniego, a od 1 lipca 1984 do 30 czerwca 1994 szóstym prezydentem Republiki Federalnej Niemiec.

## Rodzina
Von Weizsäcker urodził się jako czwarte dziecko Ernsta von Weizsäckera i Marianny von Weizsäcker, z domu von Graevenitz, w jednym ze skrzydeł zamku w Stuttgarcie. Miał dwóch braci i siostrę: Carla Friedricha von Weizsäckera (filozof i fizyk), Heinricha von Weizsäckera (oficer, poległ podczas kampanii wrześniowej) i Adelheidę von Weizsäcker. Z uwagi na służbę dyplomatyczną ojca rodzina mieszkała od 1920 do 1924 w Bazylei (Szwajcaria), następnie od 1924 do 1926 w Kopenhadze (Dania), a potem w Berlinie.
W 1953 Weizsäcker ożenił się z Marianne von Kretschmann. Matka Marianny – Asta von Kretschmann, z domu Mohr – była adoptowaną córką Fritza von Waldthausena. Z tego małżeństwa mieli czwórkę dzieci (trzech synów i jedną córkę).
Marianne von Weizsäcker jest spokrewniona z socjaldemokratyczną działaczką na rzecz praw kobiet Lily Braun.

## Nauka oraz służba wojskowa
W 1937 r., mając 17 lat, zdał maturę w Gimnazjum Bismarcka w Berlinie (dzielnica Wilmersdorf). Tego samego roku pojechał do Oksfordu (Wielka Brytania) i Grenoble (Francja), aby uczęszczać tam na wykłady filozofii i historii.
Jesienią 1938 został powołany do służby pracowniczej Rzeszy i jeszcze tego samego roku rozpoczął służbę wojskową w kompanii 9. Poczdamskiego Pułku Piechoty. Jego brat Heinrich von Weizsäcker służył w tym samym pułku w stopniu podporucznika. 1 września 1939 pułk, w którym służył przekroczył w ramach kampanii wrześniowej granicę Polski. Następnego dnia wieczorem był obecny przy śmierci brata Heinricha, który poległ w bitwie w Borach Tucholskich, znajdując się w odległości kilkuset metrów od brata, przy nasypie kolejowym w Klonowie (ok. 40 km na północ od Bydgoszczy).
Po kampanii polskiej przerzucono Weizsäckera na granicę z Luksemburgiem. W trakcie działań na froncie zachodnim brał udział w przeszkoleniu w szkole oficerskiej. Podczas operacji Barbarossa walczył na terenach Związku Radzieckiego aż do bitwy o Moskwę. Tam jego jednostka została prawie całkowicie obrócona w proch. Wiosną 1942 przeniesiono go do Naczelnego Dowództwa Wojsk Lądowych jako ordynansa oficerskiego. Po awansie do stopnia porucznika pozostał aż do krótkiego momentu przed końcem wojny adiutantem pułkowym na froncie wschodnim, ostatnio w stopniu kapitana rezerwy. W marcu 1945 w Prusach Wschodnich został ranny, po czym przez Bałtyk przetransportowano go do ciotki mieszkającej w Lindau nad Jeziorem Bodeńskim.
W 1945 ponownie podjął studia historii oraz prawa w Getyndze, które ukończył w 1950 prawniczym egzaminem państwowym pierwszego stopnia, a w 1953 drugiego stopnia. W lipcu 1955 uzyskał tytuł doktora prawa (Dr. jur.). Po studiach, od 1947 do początku 1949, pracował jako asystent adwokata Hellmuta Beckera, który był obrońcą jego ojca podczas procesów norymberskich. W trakcie tzw. procesu Wilhelmstrasse, Weizsäcker był obrońcą posiłkowym swojego ojca Ernsta von Weizsäckera, skazanego na kilkuletnią karę więzienia. Od 1950 do 1953 pracował jako asystent naukowy w Mannesmann AG w Gelsenkirchen. W 1953 przeniósł się do działu prawnego Mannesmann AG do Düsseldorfie. W lipcu 1955 został zastępcą, a w 1957 kierownikiem działu gospodarczo-politycznego. Pod koniec 1958 odszedł z Mannesmanna i do 1962 był wspólnikiem domu bankowego Waldthausen. Potem był od 1962 do 1966 członkiem zarządu spółki chemiczno-farmaceutycznej Boehringer Ingelheim w Ingelheim am Rhein. W tym czasie Boehringer produkował „Agent Orange”, środek defoliacyjny stosowany przez USA we Wietnamie.

## Partia

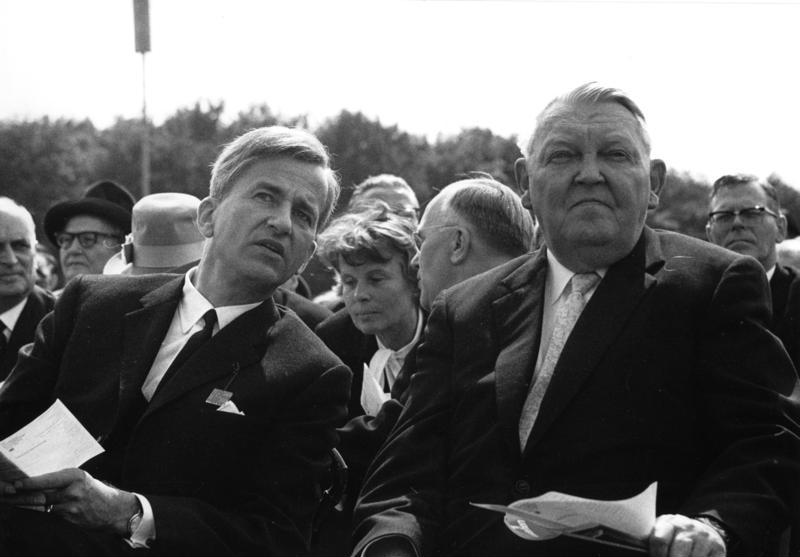
Richard von Weizsäcker i kanclerz Ludwig Erhard, Kolonia, 1965

Od 1954 Weizsäcker był członkiem CDU, a od 1966 aż do wyboru w 1984 na prezydenta Republiki Federalnej był członkiem zarządu federalnego CDU.
W 1968 został przez Helmuta Kohla pierwszy raz zaproponowany na urząd prezydenta, przegrał jednak (20 do 65 głosów) w głosowaniu komisji wyborczej CDU z ówczesnym ministrem obrony dr. Gerhardem Schröderem (przypadkowa zbieżność nazwisk z późniejszym kanclerzem Niemiec w latach 1998–2005).
W 1971 Rainer Barzel zaproponował go na przewodniczącego komisji regulaminowej CDU. Podczas 22. Kongresu CDU w listopadzie 1973 w Hamburgu Weizsäcker przedstawił wyniki dwóch lat pracy w komisji, czym wywołał żywiołową dyskusję. Dopiero w 1978 został przyjęty nowy zasadniczy program CDU, którego przygotowaniem kierowali Weizsäcker oraz Heiner Geißler. Od 1981 do 1983 był oprócz tego przewodniczącym CDU w Berlinie.

## Deputowany
W 1969 Weizsäcker kandydował do niemieckiego Bundestagu z okręgu Wormacja. Dostał się do niego z pozycji 2. listy krajowej CDU w Nadrenii-Palatynacie i był deputowanym do 1981.
17 maja 1973 przegrał w głosowaniu o przewodniczenie frakcji parlamentarnej CDU/CSU z Karlem Carstensem. Został więc zastępcą przewodniczącego. Od 1979 do 1981 był wiceprzewodniczącym niemieckiego Bundestagu.

## Funkcje publiczne
W wyborach na urząd prezydenta RFN w 1974 był kandydatem CDU i CSU. Zgodził się na swoją kandydaturę, ze świadomością, że ze względu na układ większościowy (SPD i FDP) w Zgromadzeniu Federalnym nie miał szansy na wygraną. Wybrany został dotychczasowy minister spraw zagranicznych Walter Scheel (FDP), który wystartował jako kandydat koalicji socjalno-liberalnej.

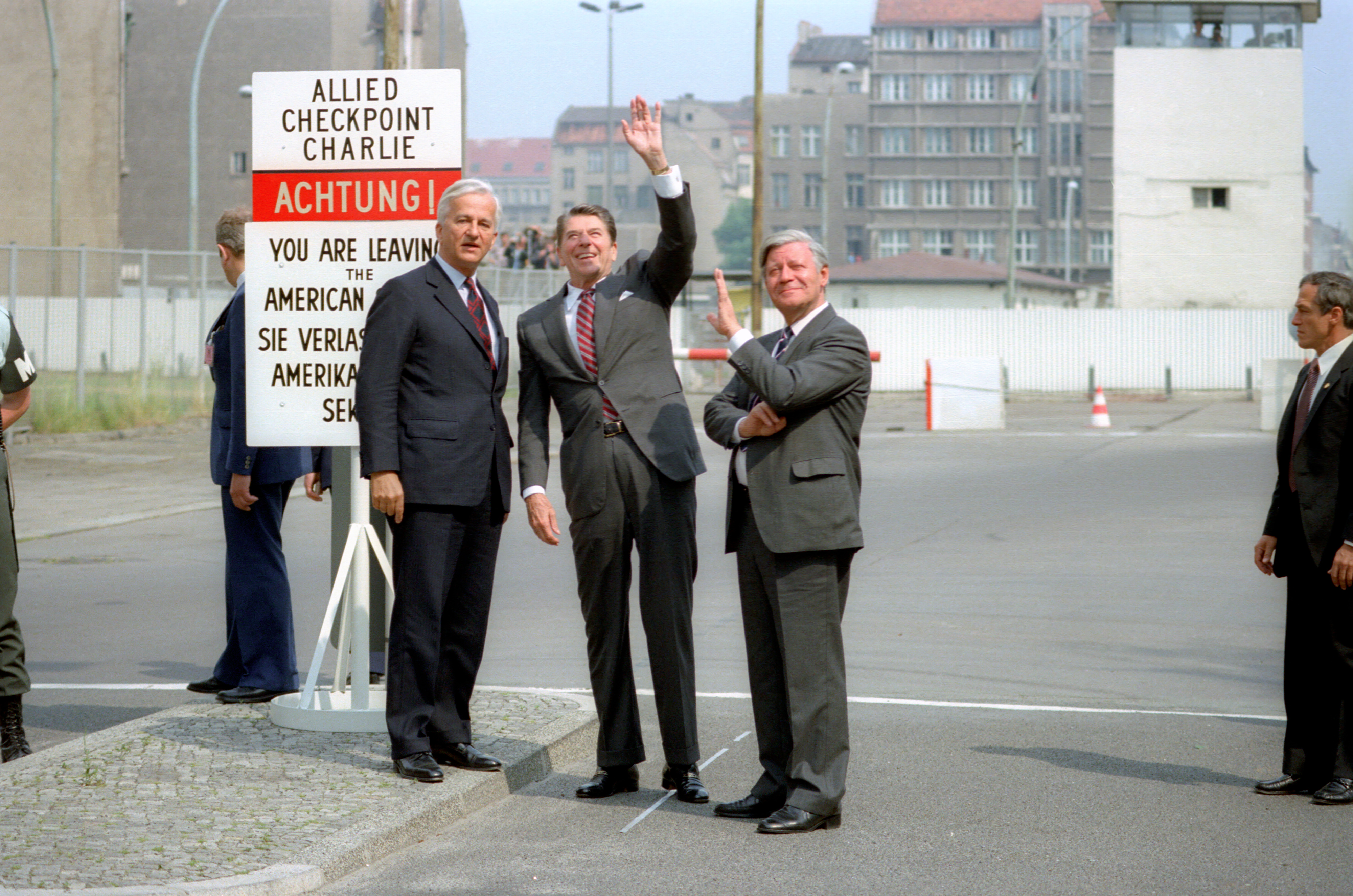
Richard von Weizsäcker wraz z Ronaldem Reaganem i kanclerzem Helmutem Schmidtem w Berlinie Zachodnim, 1982

Weizsäcker należał w 1976 do gabinetu cieni, powołanego przez Helmuta Kohla na okres wyborów do Bundestagu.
W 1979 był czołowym kandydatem CDU w wyborach do 8. Izby Deputowanych Berlina. Wprawdzie CDU z 44,4% głosów było najsilniejsze, rządzącym burmistrzem pozostał jednak dotychczas sprawujący ten urząd Dietrich Stobbe. Koalicja SPD i FDP przetrwała. W 1981 doszło do wcześniejszych wyborów do Izby Reprezentantów. W tych wyborach CDU z 48,0% zostało ponownie najsilniejszym ugrupowaniem i uzyskało swój najlepszy wynik na poziomie landowym w Berlinie. Skutkiem tego Weizsäcker został następcą Hansa-Jochena Vogla na stanowisku urzędującego burmistrza Berlina, który sprawował ten urząd tylko pół roku. Na początku stał na czele mniejszościowego senatu (berlińskiego odpowiednika rządu krajowego), ale po rozpadzie we wrześniu 1982 socjalliberalnej koalicji w Bonn zawiązał, w marcu 1983, koalicję z FDP.
W listopadzie 1983 został po raz drugi kandydatem CDU/CSU na urząd prezydenta RFN. W wyborach 23 maja 1984 Zgromadzenie Federalne wybrało go szóstym prezydentem Republiki Federalnej Niemiec. 1 lipca został, jako następca Karla Carstensa, zaprzysiężony na urząd.

## Działalność społeczna
Od 1964 do 1970 i 1979 do 1981 sprawował funkcję przewodniczącego Zgromadzeń Niemieckiego Kościoła Ewangelickiego (Deutscher Evangelischer Kirchentag, odbywających się co 2 lata), od 1967 do 1984 był oprócz tego członkiem Synodu oraz rady Kościoła Ewangelickiego w Niemczech.
Od 1994 był przewodniczącym koła dyskusyjnego „Bergedorfer Gesprächskreis” Fundacji Körbera oraz Fundacji Theodora Heussa. Od 2002 przynależał do kuratorium Centrum im. Hanny Arendt (Uniwersytet Oldenburg), a nadto był patronem inicjatywy Perspektywa Niemcy, jak i Akcji Niemcy Pomagają (ADH) oraz Związku Organizacji Charytatywnych.
Weizsäcker był członkiem jury Fundacji Marion Dönhoff oraz członkiem Klubu Rzymskiego.
Był również patronem Zawodowego Kolegium im. Richarda von Weizsäckera w Lüdinghausen oraz Dülmen.

## Weizsäcker jako krytyk modelu systemu partyjnego
W gazecie Die Zeit w 1992 ostro krytykował niemieckie partie polityczne za to, że ich wpływ na społeczeństwo się znacząco zwiększył. Stały się szóstym organem konstytucyjnym, ale w porównaniu do innych (organów) nie podlegają żadnej kontroli. Ponadto twierdził, że głównym celem partii jest wygranie kolejnych wyborów, a nie długofalowe rozwiązywanie problemów kraju. W swoich programach wykorzystują bieżące sympatie polityczne społeczeństwa, tak aby zdobyć jak największą ilość głosów w następnych wyborach do Bundestagu.

## Odznaczenia i wyróżnienia

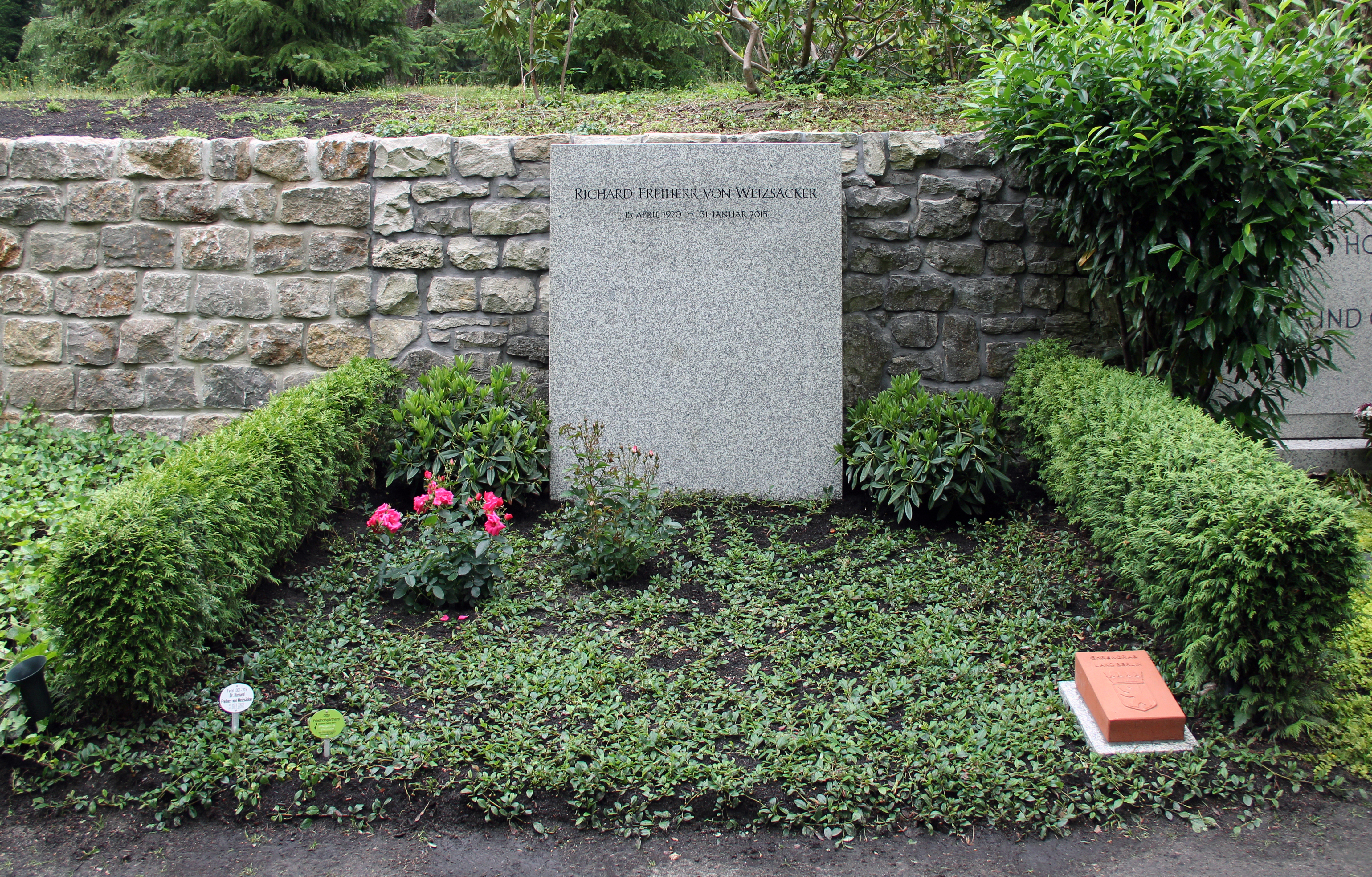
Grób Richarda von Weizsäckera (2015)

- 1975 Krzyż Wielki Orderu Zasługi RFN
- 1983 Senator Towarzystwa im. Maxa Plancka

Nagroda Theodora Heussa
- 1984 Stopień Specjalny Krzyża Wielkiego Orderu Zasługi RFN – ex officio (po wyborze na urząd Prezydenta RFN)
- 1985 Krzyż Wielki z Łańcuchem Orderu Białej Róży (Finlandia)
- 1986 Nagroda Retoryki
- 1987 Złota Kamera

Nagroda Romano Guardiniego
Nagroda Pokojowa Atatuerka
Niemiecka Odznaka Sportowa w złocie
Wielki Łańcuch Orderu Quetzala (Gwatemala)
- 1988 Pierścień Niemieckiego Rzemiosła

Krzyż Wielki z Łańcuchem Orderu Sokoła Islandzkiego (Islandia)
Order Królewski Serafinów (Szwecja)
- 1989 Nagroda Josepha za prawa człowieka

Order Słonia (Dania)
Wielki Łańcuch Orderu Infanta Henryka (Portugalia)
- 1990 Medal Adolfa von Harnacka

Honorowy obywatel Stuttgartu
Honorowy obywatel Berlina
- 1991 Złoty Medal żydowskiej loży masońskiej B’nai B’rith za szczególne zasługi

Nagroda Miasta Düsseldorf im. Heinricha Heinego
- 1992 Nagroda Uchodźcza Nasena
- 1993 Nagroda Heinza Galinskiego
- 1994 Augsburska Nagroda Pokojowa

Nagroda Leo Baecka
- 1994 Krzyż Wielki Orderu Zasługi RP[3]

Złoty Order Olimpijski
- 1995 Niemiecka Nagroda Obywatelska

Medal Bubera i Rosenzweiga
Medal Zasługi Badenii-Wirtembergii
Krzyż Wielki Orderu Zasługi Republiki Węgierskiej (Węgry)
- 1996 Nagroda niemiecko-czeskiego porozumienia
- 1998 Nagroda Humanizmu Niemieckiego Związku Filologów Klasycznych (Heidelberg)
- 2000 Nagroda Dr. Leopolda Lucasa (Uniwersytet w Tybindze)

Nagroda VdK
- 2001 Nagroda Dr Sieghardta von Koeckritza (Niemiecka Fundacja Ochrony Zabytków)
- 2003 Order Lwa Białego I klasy (Czechy)[4]
- 2003 Nagroda Miasta Drezna im. Ericha Kaestnera
- 2005 Nagroda Miasta Magdeburg im. Cesarza Ottona[5]
- 2009 Medal Marcina Lutra za szczególne zasługi dla niemieckiego protestantyzmu[6]
- 2011 Człowiek roku Gazety Wyborczej[7]

## Tytułydoktora honoris causa
- 1984 Grenoble

Nowy Jork (School of Social Research)
- 1985 Instytut Naukowy Weizmana
- 1986 Katholike Universiteit Leuven
- 1986 Stambuł
- 1987 Sucre (Boliwia)

Getynga
- 1988 Nigeria

Oksford
Sofia
- 1990 Malta
- 1991 Rotterdam

Madras
Pawia
- 1992 Uniwersytet Gdański[8]
- 1993 Baltimore
- 1995 Uppsala
- 1996 Praga (Uniwersytet Karola, nauki prawnicze)
- 2005 Tokio (Uniwersytet Waseda)
- 2005 Duisburg-Essen

## Publikacje
- Cztery okresy. Wspomnienia (wyd. oryg. Vier Zeiten. Erinnerungen, Siedler, Berlin 1997).
- Trzy razy godzina zero (niem. oryg. Drei Mal Stunde Null? 1949 – 1969 – 1989, 2001).
- Jakigo świata chcemy? Richard von Weizsäcker w rozmowie z Janem Roßem (wyd. oryg. Was für eine Welt wollen wir? Richard von Weizsäcker im Gespräch mit Jan Roß, Rowohlt, Berlin 2005).